# Megachile pillaultae
Megachile pillaultae är en biart som beskrevs av Pasteels 1978. Megachile pillaultae ingår i släktet tapetserarbin, och familjen buksamlarbin. Inga underarter finns listade i Catalogue of Life.